# Edsel

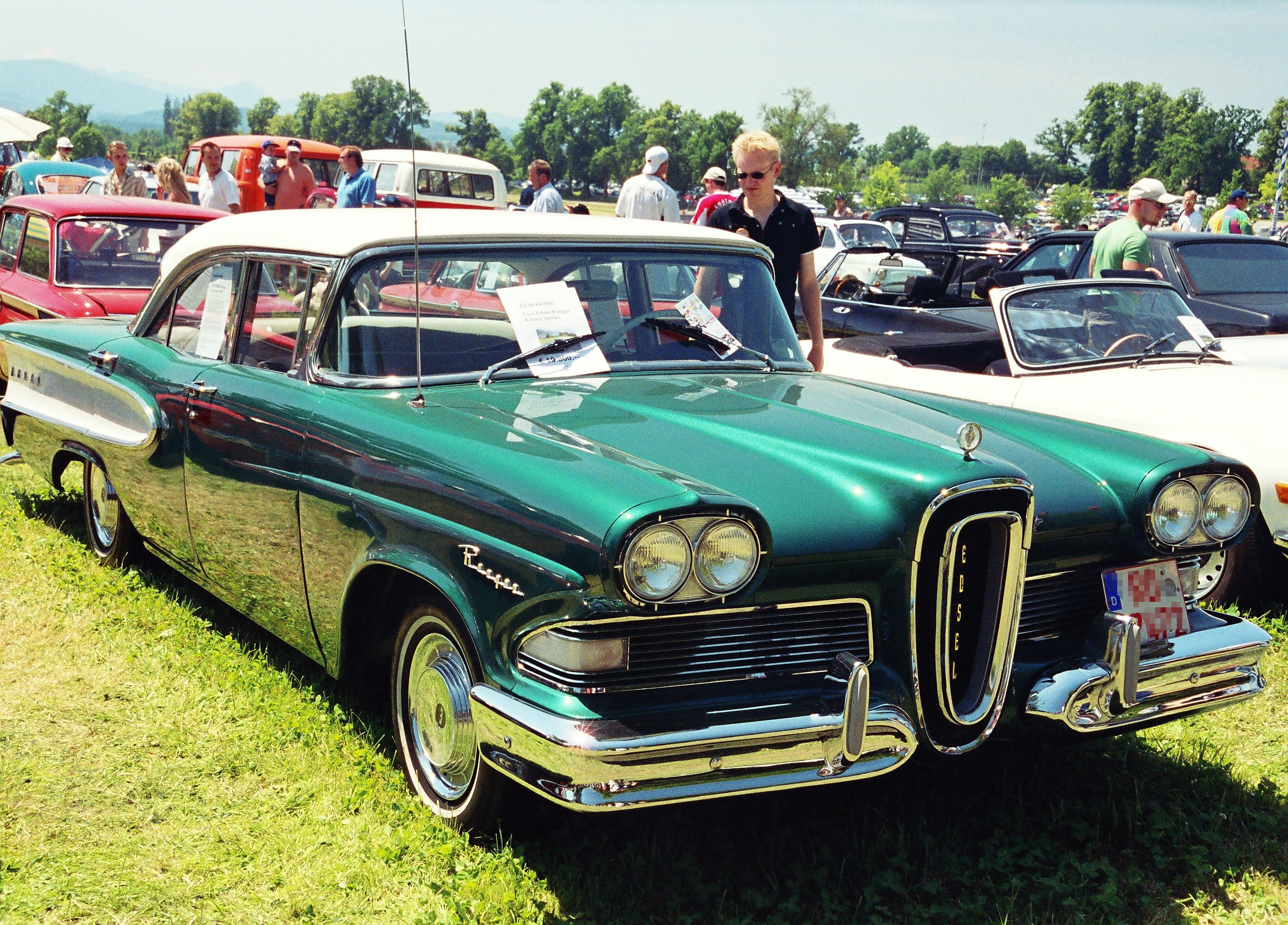
Edsel Ranger Sedan (1958)

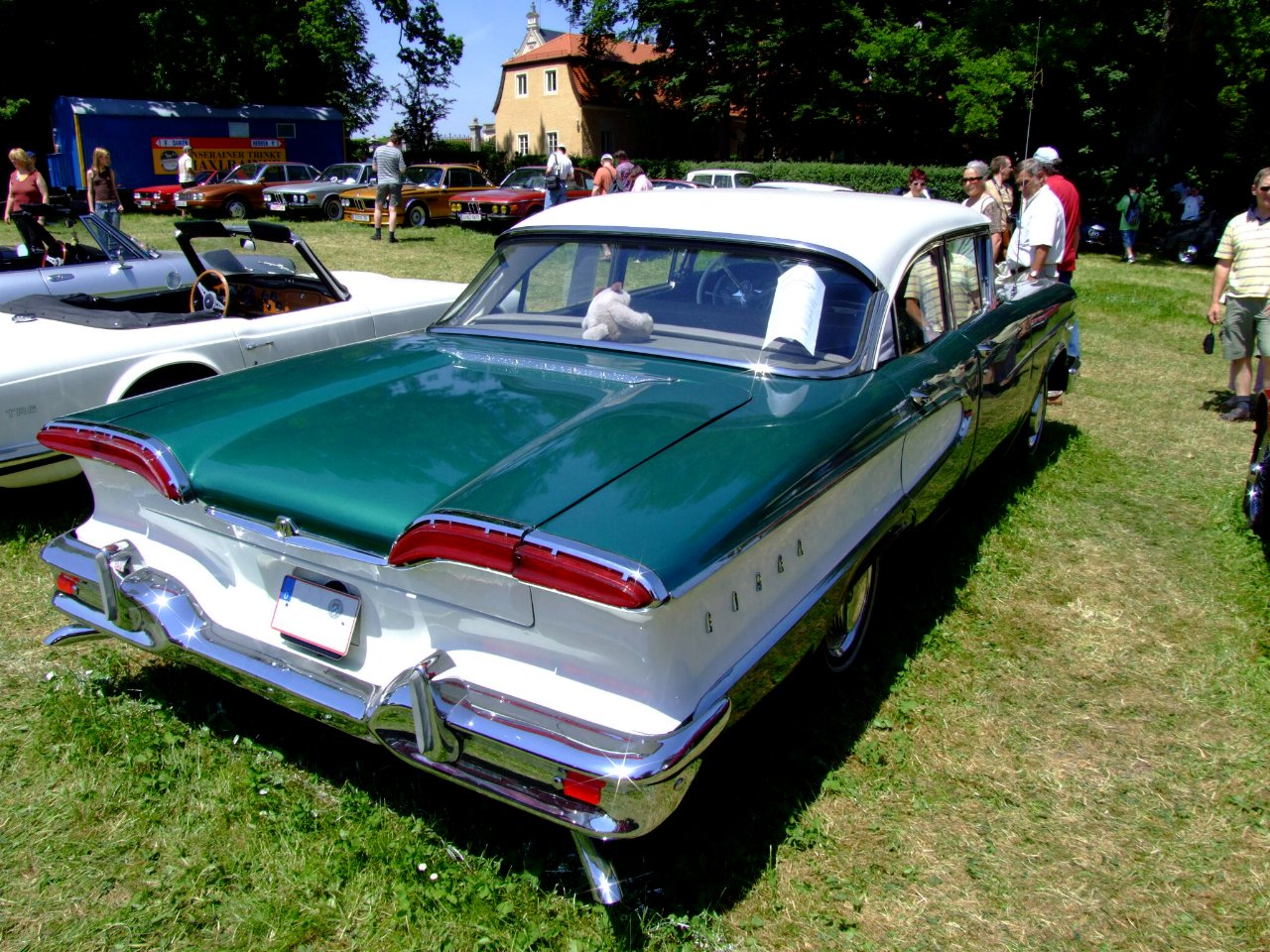
Heckansicht

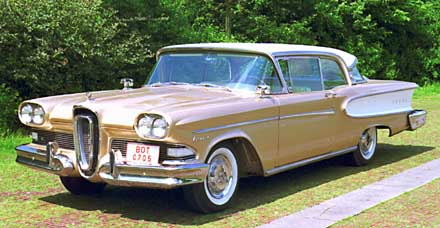
Edsel Corsair (1958)

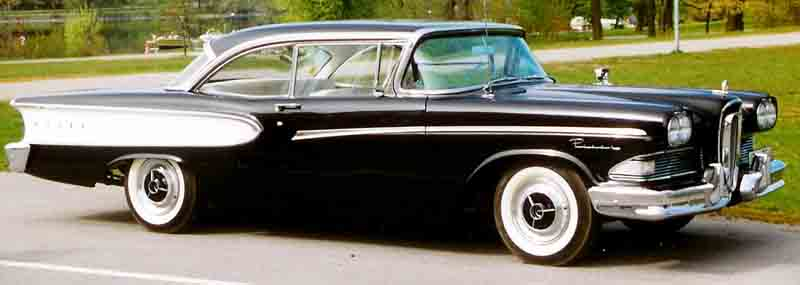
Edsel Pacer (1958)

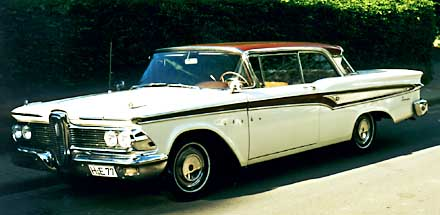
Edsel Corsair (1959)

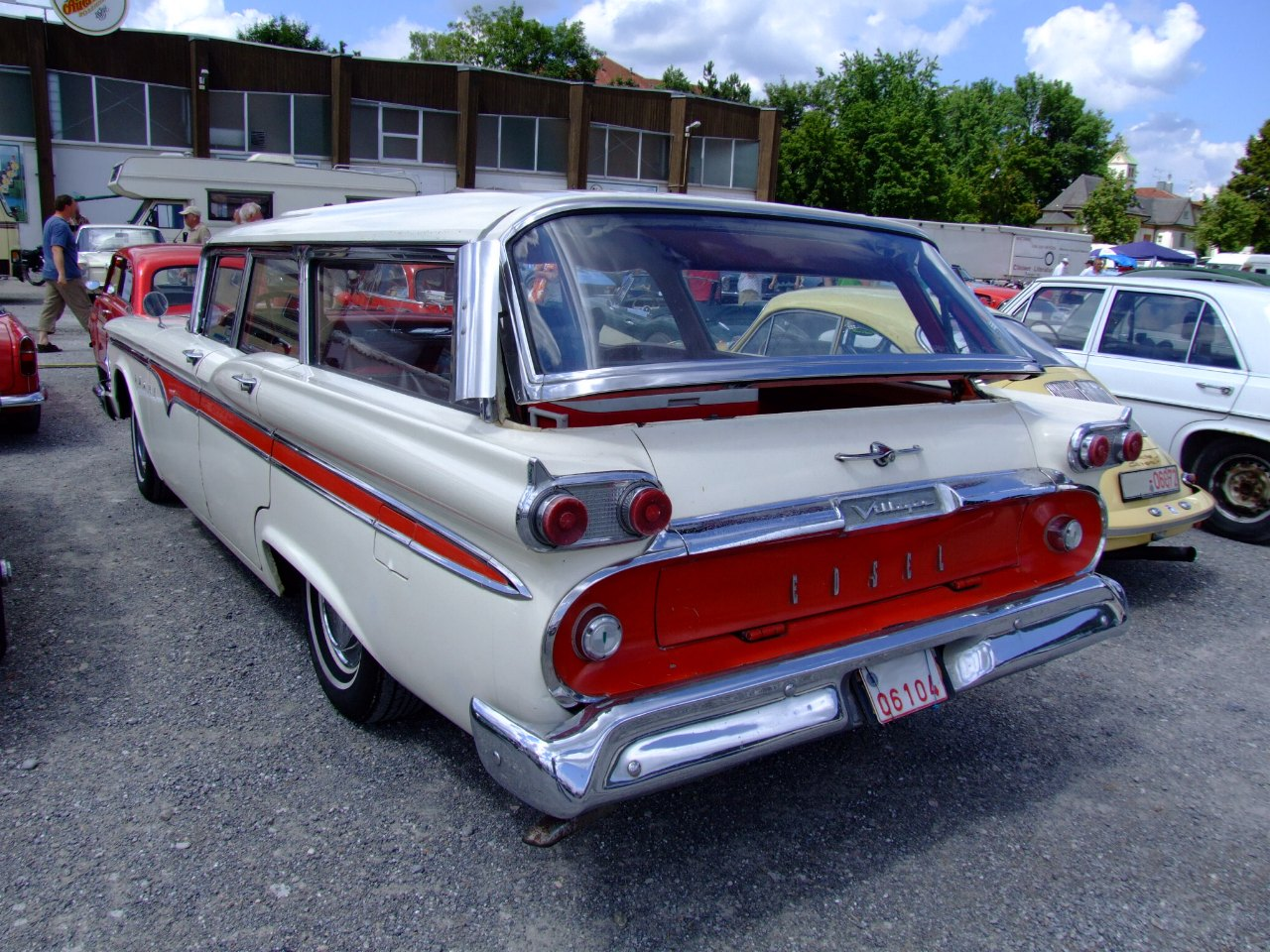
Edsel Villager (1959)

Edsel war eine Automobilmarke der Ford Motor Company, die 1957 eingeführt und schon Ende 1959 wieder aufgegeben wurde. Die Marke gilt bis heute als Musterbeispiel für eine gescheiterte Produkteinführung. Der Verlust, den Ford durch diesen Fehlschlag erlitt, wird auf etwa zwei Milliarden USD beziffert (gemessen am Gegenwert des Jahres 2011).

## Geschichte
Ab Anfang der 1950er Jahre boomte die US-amerikanische Wirtschaft. Viele Leute kauften neue und auch immer größere Autos. Fords große Konkurrenten bedienten den Markt mit einem bunten Strauß von Marken: GM mit Chevrolet, Buick, Pontiac, Oldsmobile und Cadillac, der Chrysler-Konzern mit Plymouth, Dodge, DeSoto, Chrysler und Imperial. Bei Ford gab es nur die Marke Ford, die für günstige, robuste Gebrauchsautos stand, die etwas noblere Marke Mercury und die Luxusmarke Lincoln. Ford wollte nun ein Mittelklasse-Modell für Kunden mit gehobenen Ansprüchen etablieren, die dafür auch mehr ausgeben wollten. Einige Manager, darunter besonders Robert S. McNamara, warnten vor diesem Schritt, doch Ford gründete eine neue Abteilung, die dann von McNamara geleitet wurde. Der Designer Roy Brown (* 30. Oktober 1916 in Ontario; † 24. Februar 2013) wurde beauftragt, ein Auto zu entwerfen, das sich deutlich sichtbar von der Masse unterscheiden sollte. Dies gelang, obwohl einige Details früh gestrichen wurden, weil man ihren Bau für zu teuer hielt. Der auffällig schmale und hohe Kühlergrill musste verbreitert werden, um mehr Luft einzulassen.
Es wurde viel unternommen, um einen klingenden Namen für das neue Modell zu finden. Die Namenswahl für den Ford Thunderbird, der sich als ausgesprochen populär erwiesen hatte und einer von Fords großen Verkaufserfolgen war, war auf Basis ausführlicher Marktforschung getroffen worden. Ähnliches versuchte man für das neue Modell. Marktstudien zur Namenswahl wurden in New York, Chicago und Michigan vorgenommen; es gab einen Mitarbeiterwettbewerb für die beste Modellbezeichnung und Ford war sogar an die US-amerikanische Dichterin Marianne Moore herangetreten und hatte sie gebeten, einen Namen vorzuschlagen, der Eleganz, Schnelligkeit, moderne Ausstattung und Design symbolisieren sollte. Letztlich hatte Ford nicht weniger als 10.000 mögliche Bezeichnungen zusammengetragen. Schließlich wurde gegen den Wunsch der Familie, die den Namen eines Angehörigen nicht in der Werbung sehen wollte, in einer Vorstandssitzung vergleichsweise willkürlich und spontan der Name Edsel gewählt. Man wollte damit Edsel Ford, den 1943 verstorbenen einzigen Sohn von Henry Ford und Vater von Henry Ford II, ehren. Der Name Edsel war bereits frühzeitig in Erwägung gezogen worden, Marktforschung hatte jedoch gezeigt, dass er in der Öffentlichkeit nicht gut ankam. In Wort-Assoziationstests war er mit Begriffen wie weasel (englisch für „Wiesel“, aber auch für „hinterhältige Person“), pretzel (englisch für „Brezel“) oder dead cell (englisch für „leere (tote) Batterie“) verbunden worden. Der Leiter für Öffentlichkeitsarbeit, C. Galle Warnock, lehnte den Namen strikt ab. Er ahnte eine negative Wirkung auf den Verkaufserfolg des neuen Modells voraus und schlug stattdessen Namen wie Pacer, Ranger, Corsair oder Citation vor. Er konnte sich aber nicht durchsetzen.
Bereits vor dem Erscheinen des Modells betrieb Ford intensive Öffentlichkeitsarbeit. So erschienen beispielsweise in den US-amerikanischen Magazinen Time und Life Artikel, die den Edsel als technologischen Durchbruch feierten. Die Produktion begann im Juli 1957. Auch die Werbebroschüre kündigte Edsel als ein Auto an, wie es noch keines gegeben habe. Am 4. September 1957 wurde die neue Marke offiziell vorgestellt. Es gab die Baureihe in einer kurzen Version auf einer Plattform von Ford und einer längeren auf Mercury-Basis, insgesamt 16 Varianten. Am 13. Oktober veranstaltete der Fernsehsender CBS eine Edsel-Show, in der Bing Crosby, Frank Sinatra und Louis Armstrong auftraten. Der Medien-Hype um das neue Modell zahlte sich zunächst aus. Schon kurze Zeit nach Vorstellung des Modells hatten mehr als 3 Millionen US-Amerikaner die Verkaufsräume von Ford-Händlern besucht. Die wirklichen technischen Neuerungen, die das Modell bot, waren jedoch lediglich sich selbst nachstellende Bremsen und eine elektrisch zu entriegelnde Motorhaube. Dies war weitaus weniger, als die Öffentlichkeit erwartet hatte.
Die Presse, die erst begierig jedes noch so kleine Gerücht breitgetreten hatte, zog jetzt abfällig über das neue Auto her. Unter anderem befand man das  Handschuhfach zu klein. Hauptkritikpunkt war jedoch der ungewöhnliche Kühlergrill, der eigentlich an Fahrzeuge der 1920er und 1930er Jahre erinnern sollte. Einige wenige Journalisten lobten ihn, die meisten fanden jedoch nur Spott: „Toilettensitz“ war noch eine der freundlicheren Bezeichnungen, ein Journalist schrieb, dass mit diesem Kühlergrill der Wagen wie ein Oldsmobile aussehe, der an einer Zitrone lutsche. Einige Betrachter assoziierten den Mittelteil des Kühlergrills mit dem äußeren weiblichen Geschlechtsteil. Hinzu kamen Qualitätsprobleme, da McNamara dem Modell eigene Produktionsstätten verweigerte und der Wagen in den Fabriken anderer Ford-Marken nebenher montiert wurde, und eine schlechte Ersatzteilversorgung. Die anhaltenden Probleme führten zu dem Backronym „every day something else leaks“, zu Deutsch: „Jeden Tag ist etwas anderes undicht“.
Die Verkaufszahlen des Edsel litten auch darunter, dass dieses Auto verglichen mit den Modellen der Konkurrenz teuer war und gleichzeitig Konsumenten zunehmend kleinere, verbrauchsgünstigere Modelle nachzufragen begannen. Der Edsel schien auch deswegen vergleichsweise teuer, weil er im September auf den Markt kam und damit zwei Monate, bevor andere Autohersteller ihre neuen Modelle auf den Markt brachten. Der Edsel konkurrierte daher gegen die 1957er Modelle mit ihren 1957er Preisen. Ford hatte sich außerdem entschieden, das teuerste Edsel-Modell zuerst auf den Markt zu bringen.
Für das nächste Modelljahr wurde das Design entschärft und die Modellpalette zusammengestrichen. Wurde das 1958er Modell noch nebenher auf den Produktionsanlagen bei Ford gefertigt, fasste man die Edsel-Produktion nun in einem Werk zusammen, um so dem Qualitätsproblem vorzubeugen. Auch das half nicht, der Edsel verkaufte sich viel schlechter als erwartet. Das Modell für 1960 wurde so umgestaltet, dass nichts mehr an das unglückliche Design erinnerte, die Produktpalette wurde noch weiter reduziert.
Wenige Monate nach Anlauf der 1960er-Produktion kam das Aus von höchster Stelle. Ford hatte geplant, jährlich 200.000 bis 300.000 Fahrzeuge abzusetzen, um so nach zwei bis drei Jahren mit der neuen Marke schwarze Zahlen zu schreiben. Bis zum Produktionsende wurden aber lediglich 110.847 Fahrzeuge gebaut. Nachdem der Misserfolg des Edsel abzusehen war, konnte McNamara seine Idee eines günstigen Kompaktwagens durchsetzen: im Herbst 1959 erschien der Falcon.

## Fahrzeuge
| Modelljahr | Modelle                                                      |
| ---------- | ------------------------------------------------------------ |
| 1958       | Bermuda, Citation, Corsair, Pacer, Ranger, Roundup, Villager |
| 1959       | Corsair, Ranger, Villager                                    |
| 1960       | Ranger, Villager                                             |

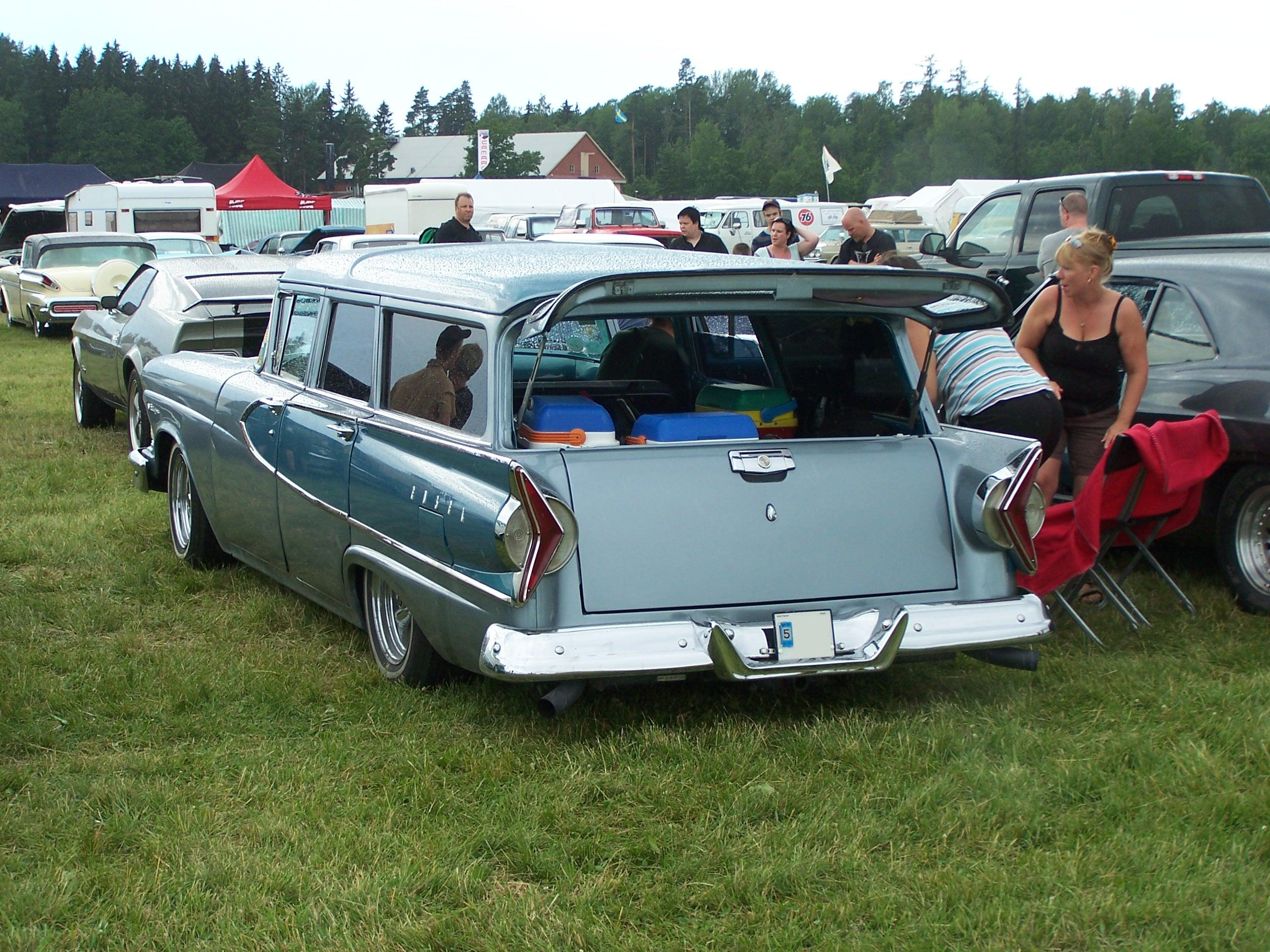
Edsel Villager (1958)
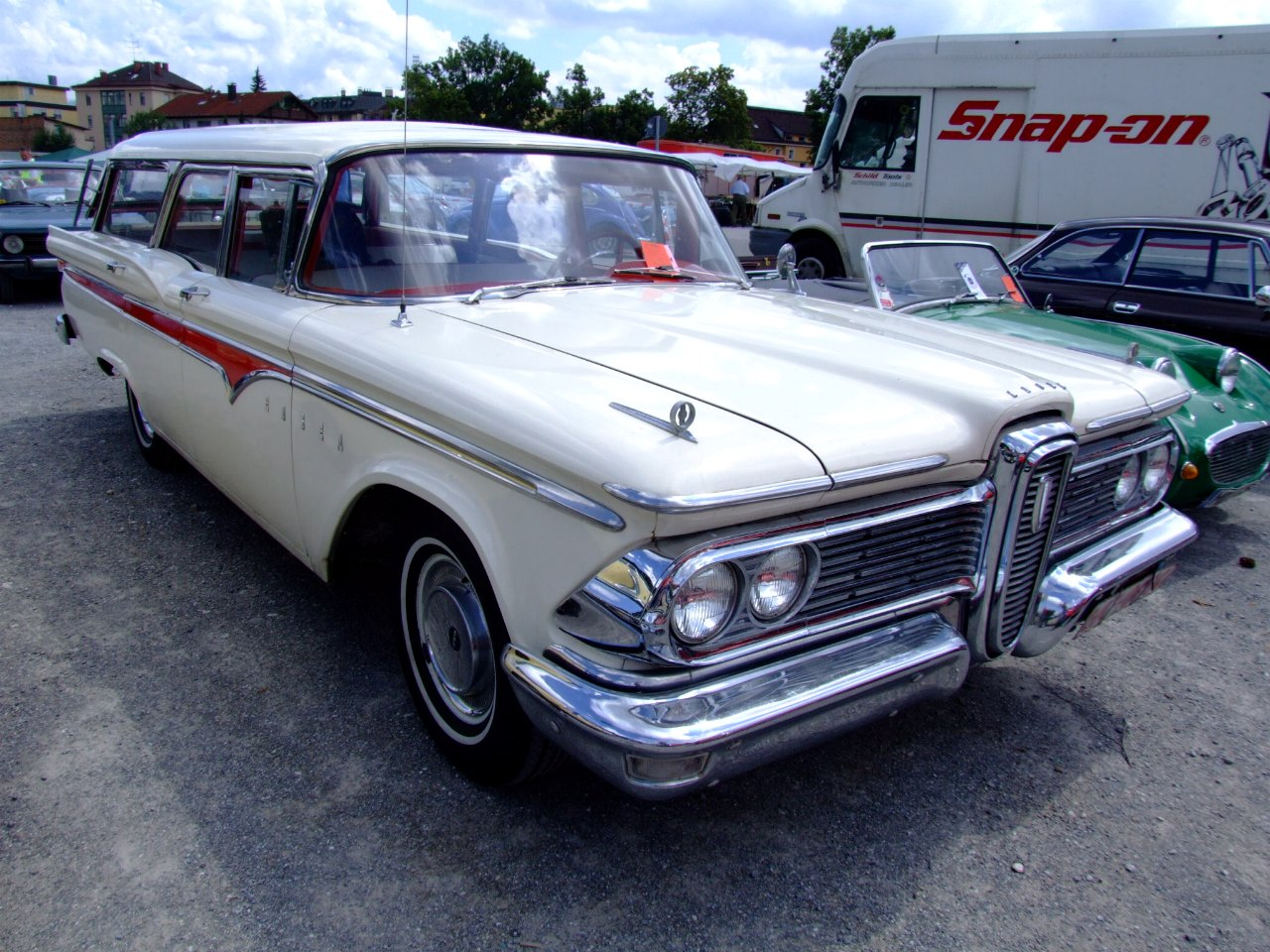
Edsel Villager (1959)
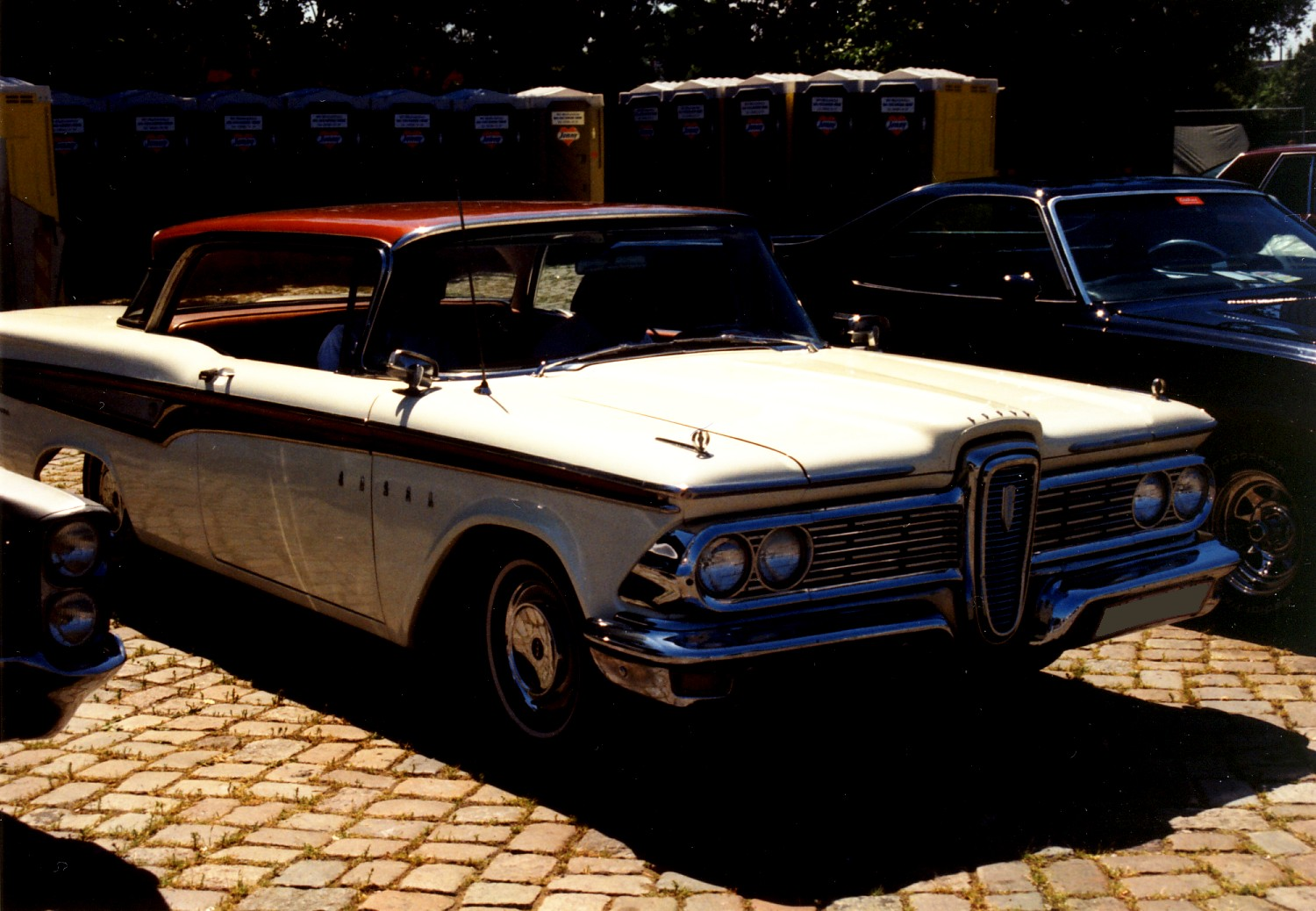
Edsel Corsair Hardtop Coupe (1959)
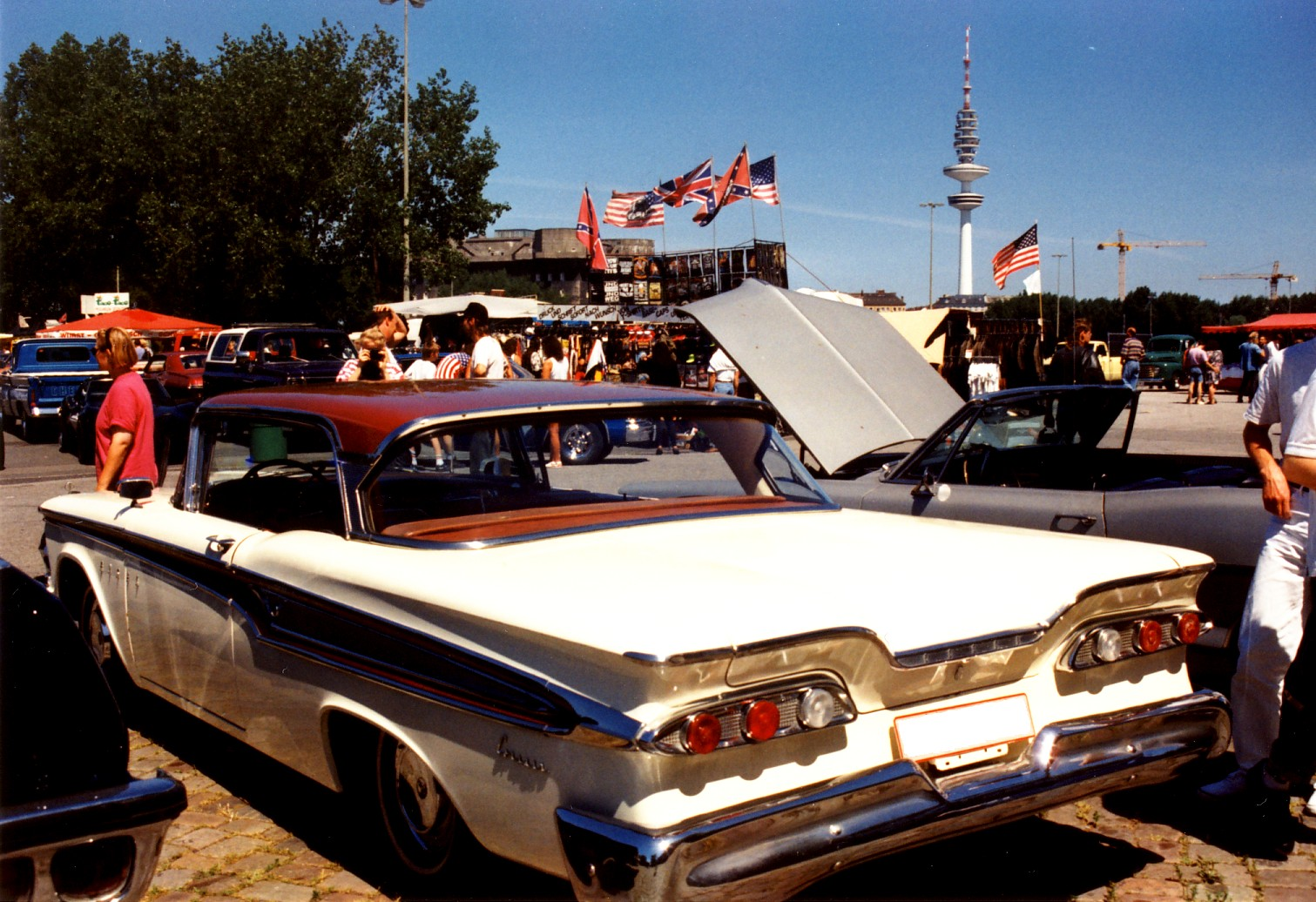
Edsel Corsair Hardtop Coupe (1959)
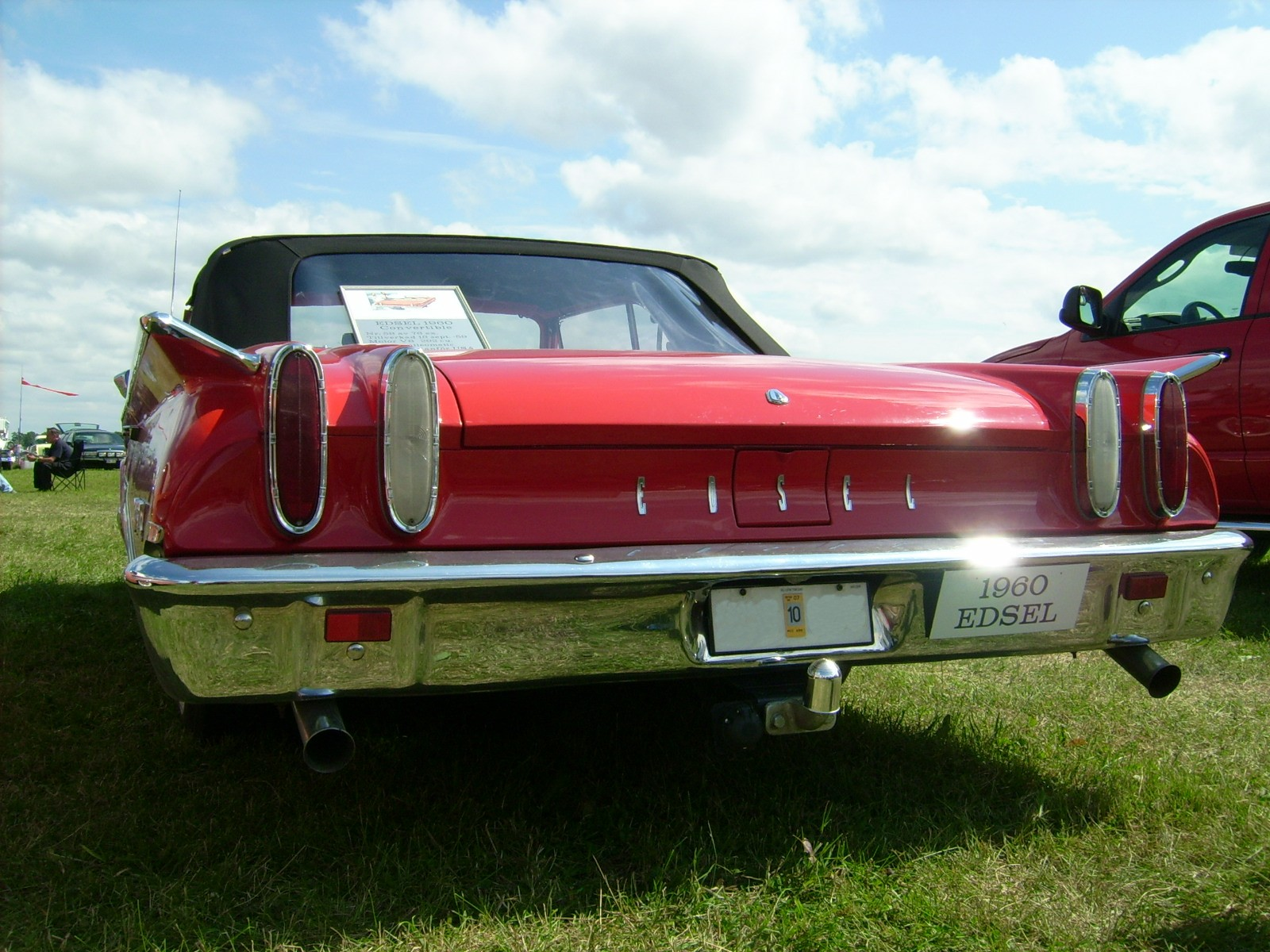
Edsel Convertible (1960)
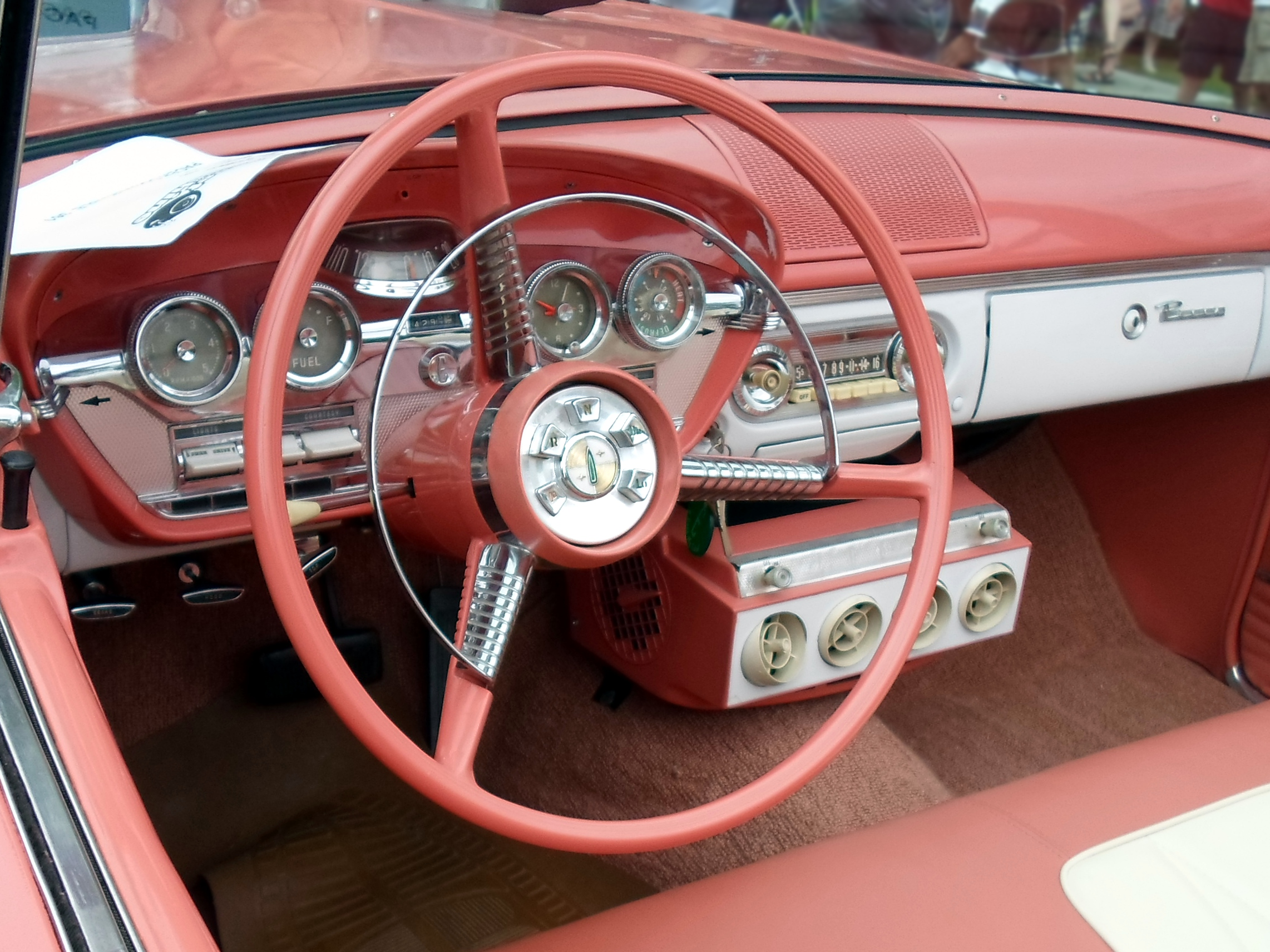
Edsel Pacer Convertible (1958): frühes Multifunktionslenkrad mit Drucktasten in der Nabe für die Wahl der Fahrstufen

## Trivia
Ein zu einem Raketenfahrzeug umgebauter Edsel mit der Bezeichnung „Weird Edsel“ spielt in dem Computerspiel Maniac Mansion von 1987 eine Rolle. Das Modell passt zu den Namen der Hauptcharaktere, die Ed, Fred und Edna Edison heißen; das Auto heißt dementsprechend auch „Ed's Edsel“. Im Verlauf eines möglichen Lösungswegs ist er beim Flug durch das Weltall mit der Erde im Hintergrund zu betrachten.
Die The-Simpsons-Folge Ein Bruder für Homer parodiert den Edsel. Homer Simpson designt ein Auto im Auftrag seines Bruders. Das Auto entspricht nicht den Erwartungen des Marktes, trägt den Eigennamen „The Homer“ und führt das Unternehmen in die Insolvenz.